# Imperia, la grande cortigiana
Imperia, la grande cortigiana è un film per la televisione del 2005, scritto e diretto da Pier Francesco Pingitore. Il film narra la storia di Imperia Cognati, conosciuta anche come Imperia la Divina, cortigiana romana vissuta tra la fine del XV e l'inizio del XVI secolo.

## Trama
Roma, inizi del Cinquecento: Imperia è una cortigiana molto ammirata, amante del ricco banchiere Agostino Chigi, ma che preferisce un uomo di nome Angelo del Bufalo, noto per il suo fascino e la sua bellezza, in grado di colpire le donne, nonostante la sua modesta ricchezza, conosciuto durante un ballo al palazzo di famiglia vicino a Castel Sant'Angelo, noto oggi come la Villa Farnesina.
Alla festa di inaugurazione della nuova dimora della famiglia Chigi sul Tevere, partecipano anche Cesare Borgia, coinvolto nell'omicidio del fratello Juan, e sua sorella Lucrezia con il marito Alfonso. Durante la festa, Imperia danza con diversi cavalieri, fino a giungere alle braccia di un cavaliere che il giorno prima l'aveva salvata da un brutto incontro con due briganti: quel cavaliere è proprio Angelo, con cui instaura una relazione segreta. Agostino Chigi vorrebbe affidargli un incarico presso Luigi XII, incarico che però interessa anche a Cesare Borgia, e per questo Angelo si ritrova spesso al palazzo dei Chigi.
Mentre Agostino Chigi è in viaggio verso Napoli, Imperia invita Angelo ad una cena romantica, complice la cameriera Nanna che gli fa recapitare un biglietto.
Alla relazione di Imperia si intrecciano i fatti che accadono a Roma, tra battaglie e intrighi, fino al suicidio della cortigiana che scopre che Angelo ha sposato un'altra nobildonna.

## Accoglienza

### Ascolti
Imperia, la grande cortigiana, andato in onda su Canale 5 in prima serata, ha registrato il 20,14 % di share, seguito da 5.141.000 telespettatori.

### Critiche
Nonostante i buoni ascolti registrati in televisione, il film non è stato gradito molto dalla critica: il sito Cinemedioevo.it definisce la fiction «sostanzialmente piacevole quanto leggera», «curata sul versante scenografico e coreografico», ma nell'ambito storico «un vero disastro, [...] dove si annoverano pecche mostruose, alcune delle quali imperdonabili».